# Dan Calichman
Dan Calichman (n. 21 februarie 1968, New York City, New York, SUA) este un fost fotbalist american.
În 1997, Calichman a jucat 2 meciuri pentru echipa națională a Statelor Unite ale Americii.

## Statistici
| Statele Unite | Statele Unite | Statele Unite |
| An            | Meciuri       | Goluri        |
| ------------- | ------------- | ------------- |
| 1997          | 2             | 0             |
| Total         | 2             | 0             |